# Lijst van wielrenners - I
Dit is een lijst van wielrenners met als beginletter van hun achternaam een I.

## Ia
- Anastasia Iakovenko
- Massimo Iannetti

## Ig
- Maksim Iglinski
- Valentin Iglinski
- Michail Ignatiev
- Guy Ignolin

## Ik
- Piet Ikelaar

## Il
- Lenka Ilavská
- Roger Ilegems
- Makoto Iljima
- Raffaele Illiano

## Im
- Heinz Imboden
- Raymond Impanis
- Daryl Impey

## In
- Nicolas Inaudi
- Prudencio Indurain
- Miguel Indurain (el Rey, de sfinx van Pamplona)
- Nick Ingels
- Sarah Inghelbrecht
- Aldo Ino Ilešič
- Willy In 't Ven
- Beñat Intxausti

## Ir
- Iban Iriondo
- Markel Irizar

## Is
- Iñaki Isasi
- Noa Isidore
- Kevyn Ista

## It
- Vicente Iturat

## Iv
- Ruslan Ivanov
- Sergej Ivanov

## Iz
- Gorka Izagirre
- Jon Izagirre

A · B · C · D · E · F · G · H · I · J · K · L · M · N · O · P · Q · R · S · T · U · V · W · X · Y · Z